# جو کرمر
جو کِرَمِر (انگلیسی: Joe Kraemer؛ زادهٔ ۱۹۷۱ میلادی) آهنگساز، موسیقی‌دان و رهبر ارکستر اهل ایالات متحده آمریکا است.
از فیلم‌ها یا مجموعه‌های تلویزیونی که وی در آن‌ها نقش داشته است، می‌توان به جک ریچر و مأموریت غیرممکن: ملت یاغی اشاره نمود.